# Uhldingen (Schiff)
Das Motorschiff Uhldingen ist ein Passagierschiff der Bodensee-Schiffsbetriebe auf dem Bodensee. Es wird im Kursverkehr zwischen Meersburg und Überlingen (Überlinger See) und im Charterbetrieb auf Überlinger See und Obersee eingesetzt. Der Heimathafen ist Unteruhldingen.

## Geschichte
1989 kaufte die Deutsche Bundesbahn (DB) ein weiteres Schiff in der Größe der Mainau aus privater Hand. Dieses 1974 von der Lux-Werft für Peter Gonschorek in Unteruhldingen gebaute Schiff ersetzte in Konstanz die verkaufte Falke.
Im Oktober 1999 hatte die Uhldingen einen Fernseh-Einsatz in der ZDF-Sendung „Wetten, dass..?“. Dabei sollte mit einem am Bug befestigten Bleistift eine Taste an der Hafenmauer getroffen werden, die die Lindauer Hafenbeleuchtung aktiviert. Die Wette wurde verloren.
Die Uhldingen wurde im Kursverkehr zwischen Unteruhldingen und der Insel Mainau eingesetzt. Dazu kamen Fahrten nach Überlingen und Meersburg.
Nach der Ablösung durch die MS Insel Mainau wird die Uhldingen seit 2024 für Rundfahrten ab Lindau eingesetzt.